# Ещадио Мунисипал де Авейро
Ещадио Мунисипал де Авейро (на португалски Estádio Municipal de Aveiro) е футболен стадион. Разположен е в покрайнините на град Авейро, Португалия.
На него играе домакинските си мачове местният Бейра Мар. Капацитетът на съоръжението е от 30 970 седящи места, построен е през 2003 г. за домакинството на Евро 2004. Негов архитект е португалецът Томаш Тавейра, който е „автор“ и на съоръженията в Лейрия и на стадионите на двата лисабонски гранда Бенфика и Спортинг. Той е част от новия спортен комплекс, който включва още голф игрища, басейни, паркове и шест нови хотела. Разполага с най-силното осветление в сравнение с останалите стадиони. Реконструиран е в периода юни 2001 – септември 2003 г., а е открит официално на 15 ноември 2003 г. с приятелската среща между отборите на Португалия и Гърция. Собственик на съоръжението е градският съвен на Авейро. Разполага с три подземни и три нива над земята. Всичките му места са покрити, а покривът му е от поликарбон и има площ от 2537 m².
На Евро 2004 приема домакинството на две срещи от Група D
- На 15 юни от 19:00 часа  Чехия 2:1  Латвия
- На 19 юни от 21:45 часа  Холандия 2:3  Чехия